# Bettine Vriesekoop
Hubertina Petronella Maria „Bettine” Vriesekoop (ur. 13 sierpnia 1961 w Hazerswoude) – holenderska tenisistka stołowa, trzykrotna mistrzyni Europy. 
Startując w mistrzostwach Europy dwunastokrotnie zdobywała medale. Dwukrotnie (1982, 1992) zwyciężała w grze pojedynczej i jeden raz w grze mieszanej (w parze z Andrzejem Grubbą) w 1982 roku.
Dwukrotna zwyciężczyni prestiżowego turnieju Europa Top 12 (1982, 1985). 
Startowała (trzykrotnie) bez większych sukcesów w igrzyskach olimpijskich (najlepszy wynik to ćwierćfinał w Barcelonie w grze podwójnej) i mistrzostwach świata, gdzie najlepszy wynik osiągnęła w Tokio (1983) przegrywając w ćwierćfinale w grze mieszanej i dwukrotnie zdobywając 4. miejsce drużynowo (1985, 1987).
Dwukrotna indywidualna mistrzyni Europy juniorów (1977, 1979).